# Các địa điểm khảo cổ thung lũng Upano
Các địa điểm khảo cổ thung lũng Upano là một cụm các địa điểm khảo cổ trong rừng nhiệt đới Amazon. Các địa điểm này nằm ở thung lũng sông Upano ở phía đông Ecuador. Các địa điểm khảo cổ này bao gồm một số thành phố, mà các nhà khảo cổ cho rằng có khoảng 10.000 cư dân đã từng sinh sống tại đây, thời điểm hưng thịnh có thể đạt từ 15.000 - 30.000 dân từ năm 500 trước Công nguyên, là khu vực tập trung dân cư có trước bất kỳ xã hội Amazon nào từng được người ta biết đến hơn một thiên niên kỷ.

## Lịch sử khai quật
Bằng chứng sớm nhất về việc định cư thời tiền hiện đại ở vùng Thung lũng Upano được tìm thấy vào thập niên 1970. Stéphen Rostain, một nhà khảo cổ học thuộc Trung tâm nghiên cứu khoa học quốc gia của Pháp, đã bắt đầu khai quật trong khu vực vào thập niên 1990. Việc thăm dò các địa điểm được tăng tốc sau khi chính phủ Ecuador tài trợ cho cuộc khảo sát bằng LIDAR đối với thung lũng Upano vào năm 2015, tạo điều kiện cho việc phát hiện thêm nhiều khu định cư hơn những gì đã được phát hiện trước đó. Nhóm của Rostain đã công bố những phát hiện của họ từ cuộc khảo sát LIDAR trên Science vào tháng 1 năm 2024.